# Coupe du monde de cyclisme sur piste 2015-2016
Navigation
Coupe du monde 2014-2015 Coupe du monde 2016-2017
La Coupe du monde de cyclisme sur piste 2015-2016 est une compétition organisée par l'UCI qui regroupe plusieurs épreuves de cyclisme sur piste. La saison débute le 30 octobre 2015 et se termine le 17 janvier 2016. Pour cette saison, trois manches sont au programme.
Chaque manche est constituée des dix épreuves olympiques disputées par les hommes et les femmes : keirin, vitesse individuelle, vitesse par équipes, poursuite par équipes et omnium. Des épreuves annexes peuvent être organisées sans être considérées comme des épreuves de Coupe du monde, mais comme des épreuves de classe 1 (C1).
Au classement par nations, l'Allemagne est la tenante du titre.
Cette édition permet d'attribuer les quotas de participation des cyclistes et des fédérations aux mondiaux sur piste 2016 de Londres et en plus, pour les Jeux olympiques 2016 de Rio de Janeiro.
Dans le cadre de la manche de Hong Kong, l'UCI annonce que cette saison est la dernière sous cette forme. Pour la saison suivante, des modifications vont être apportées pour créer une compétition plus durable et attrayante.

## Calendrier
| Date                         | Pays             | Ville     |
| ---------------------------- | ---------------- | --------- |
| 30 octobre-1er novembre 2015 | Colombie         | Cali      |
| 5-6 décembre 2015            | Nouvelle-Zélande | Cambridge |
| 16-17 janvier 2016           | Hong Kong        | Hong Kong |

## Classement par nations
| Rang | Pays/Équipe      | Cali 1 | Cambr 2 | Hong 3 | Total  |
| ---- | ---------------- | ------ | ------- | ------ | ------ |
| 1.   | Grande-Bretagne  | 1275,5 | 1119,5  | 1567,0 | 3962,0 |
| 2.   | Allemagne        | 1469,0 | 1385,0  | 956,0  | 3810,0 |
| 3.   | Chine            | 1118,0 | 905,0   | 1210,0 | 3233,0 |
| 4.   | Australie        | 959,5  | 946,0   | 1123,5 | 3179,0 |
| 5.   | Nouvelle-Zélande | 724,5  | 1297,5  | 941,0  | 2963,0 |
| 6.   | Russie           | 1151,0 | 739,5   | 922,0  | 2812,5 |
| 7.   | Canada           | 757,0  | 1081,0  | 956,0  | 2794,0 |
| 8.   | France           | 929,0  | 756,0   | 961,5  | 2646,0 |
| 9.   | Pays-Bas         | 977,0  | 893,0   | 667,0  | 2537,0 |
| 10.  | Pologne          | 658,5  | 545,0   | 715,5  | 1919,0 |

## Hommes

### Keirin

#### Résultats
| Lieu      | Vainqueur       | Deuxième         | Troisième         |
| --------- | --------------- | ---------------- | ----------------- |
| Cali      | Joachim Eilers  | Matthew Glaetzer | Edward Dawkins    |
| Cambridge | Joachim Eilers  | Maximilian Levy  | Matthew Baranoski |
| Hong Kong | Matthijs Büchli | Hugo Barrette    | Im Chae-bin       |

#### Classement
| Pos. | Coureur           | Cali | Camb | Hong | Pts |
| 1.   | Joachim Eilers    | 150  | 150  | -    | 300 |
| 2.   | Yuta Wakimoto     | 98   | 54   | 105  | 257 |
| 3.   | Matthew Baranoski | 105  | 120  | 24   | 249 |
| 4.   | Im Chae-bin       | 66   | 30   | 120  | 216 |
| 5.   | Maximilian Levy   | 54   | 135  | -    | 189 |
| 6.   | Hugo Barrette     | -    | 49   | 135  | 135 |
| 7.   | Matthijs Büchli   | -    | 30   | 150  | 180 |
| 8.   | Pavel Kelemen     | -    | 90   | 90   | 180 |
| 9.   | Eric Engler       | -    | 98   | 66   | 164 |
| 10.  | Nikita Shurshin   | 49   | 113  | -    | 162 |

### Vitesse

#### Résultats
| Lieu      | Vainqueur         | Deuxième         | Troisième       |
| --------- | ----------------- | ---------------- | --------------- |
| Cali      | Denis Dmitriev    | Jeffrey Hoogland | Max Niederlag   |
| Cambridge | Matthew Glaetzer  | Max Niederlag    | Maximilian Levy |
| Hong Kong | Patrick Constable | Xu Chao          | Jason Kenny     |

#### Classement
| Pos. | Coureur           | Cali | Camb | Hong | Pts |
| 1.   | Damian Zieliński  | 98   | 105  | 74   | 277 |
| 2.   | Matthew Glaetzer  | 105  | 150  | -    | 255 |
| 3.   | Max Niederlag     | 120  | 135  | -    | 255 |
| 4.   | Xu Chao           | 42   | 66   | 135  | 243 |
| 5.   | Patrick Constable | -    | 90   | 150  | 240 |
| 6.   | Maximilian Levy   | 113  | 120  | -    | 233 |
| 7.   | Denis Dmitriev    | 150  | 60   | -    | 210 |
| 8.   | Jason Kenny       | 90   | -    | 120  | 210 |
| 9.   | Njisane Phillip   | 24   | 98   | 82   | 204 |
| 10.  | Edward Dawkins    | 60   | 113  | -    | 173 |

### Vitesse par équipes

#### Résultats
| Lieu      | Vainqueur                                                | Deuxième                                                   | Troisième                                                   |
| --------- | -------------------------------------------------------- | ---------------------------------------------------------- | ----------------------------------------------------------- |
| Cali      | Allemagne René Enders Max Niederlag Joachim Eilers       | Pologne Grzegorz Drejgier Rafał Sarnecki Mateusz Lipa      | Pays-Bas Nils van 't Hoenderdaal Jeffrey Hoogland Hugo Haak |
| Cambridge | Allemagne René Enders Robert Förstemann Joachim Eilers   | Nouvelle-Zélande Ethan Mitchell Sam Webster Edward Dawkins | Australie Nathan Hart Peter Lewis Matthew Glaetzer          |
| Hong Kong | Grande-Bretagne Philip Hindes Jason Kenny Callum Skinner | Pologne Maciej Bielecki Mateusz Lipa Kamil Kuczyński       | Russie Pavel Yakushevskiy Denis Dmitriev Nikita Shurshin    |

#### Classement
| Pos. | Équipe           | Cali  | Camb  | Hong  | Pts   |
| 1.   | Grande-Bretagne  | 157,5 | 169,5 | 225,0 | 552,0 |
| 2.   | Allemagne        | 225,0 | 225,0 | 99,0  | 549,0 |
| 3.   | Pologne          | 202,5 | 123,0 | 202,5 | 528,0 |
| 4.   | Pays-Bas         | 180,0 | 147,0 | 147,0 | 474,0 |
| 5.   | Russie           | 111,0 | 157,5 | 180,0 | 448,5 |
| 6.   | France           | 90,0  | 135,0 | 157,5 | 382,5 |
| 7.   | Chine            | 135,0 | 90,0  | 123,0 | 348,0 |
| 8.   | Australie        | 169,5 | –     | 169,5 | 339,0 |
| 9.   | Nouvelle-Zélande | 58,5  | 202,5 | 54,0  | 315,0 |
| 10.  | Corée du Sud     | 73,5  | 67,5  | 135,0 | 276,0 |

### Poursuite par équipes

#### Résultats
| Lieu      | Vainqueur                                                                | Deuxième                                                                 | Troisième                                                                |
| --------- | ------------------------------------------------------------------------ | ------------------------------------------------------------------------ | ------------------------------------------------------------------------ |
| Cali      | Russie Alexander Serov Sergey Shilov Dmitriy Sokolov Kirill Sveshnikov   | Suisse Stefan Küng Patrick Müller Frank Pasche Théry Schir               | Australie Daniel Fitter Jackson Law Alexander Porter Callum Scotson      |
| Cambridge | Australie Jack Bobridge Luke Davison Alexander Edmondson Michael Hepburn | Nouvelle-Zélande Cameron Karwowski Pieter Bulling Alex Frame Regan Gough | Allemagne Maximilian Beyer Leif Lampater Theo Reinhardt Kersten Thiele   |
| Hong Kong | Australie Sam Welsford Alexander Porter Miles Scotson Rohan Wight        | Danemark Niklas Larsen Frederik Madsen Casper Pedersen Rasmus Pedersen   | Grande-Bretagne Oliver Wood Germain Burton Kian Emadi Christopher Latham |

#### Classement
| Pos. | Équipe           | Cali | Camb | Hong | Pts |
| 1.   | Australie        | 240  | 300  | 300  | 840 |
| 2.   | Allemagne        | 196  | 240  | 226  | 662 |
| 3.   | Danemark         | 226  | 164  | 270  | 660 |
| 4.   | Grande-Bretagne  | 210  | 210  | 240  | 660 |
| 5.   | Russie           | 300  | 120  | 210  | 630 |
| 6.   | Suisse           | 270  | 180  | 132  | 582 |
| 7.   | Nouvelle-Zélande | 164  | 270  | 148  | 582 |
| 8.   | Pays-Bas         | 148  | 226  | 164  | 538 |
| 9.   | Chine            | 180  | 98   | 180  | 458 |
| 10.  | Italie           | 98   | 132  | 196  | 426 |

### Omnium

#### Résultats
| Lieu      | Vainqueur           | Deuxième            | Troisième       |
| --------- | ------------------- | ------------------- | --------------- |
| Cali      | Viktor Manakov      | Roger Kluge         | Elia Viviani    |
| Cambridge | Lasse Norman Hansen | Christopher Latham  | Glenn O'Shea    |
| Hong Kong | Thomas Boudat       | Lasse Norman Hansen | Artyom Zakharov |

#### Classement
| Pos. | Coureur             | Cali | Camb | Hong | Pts |
| 1.   | Thomas Boudat       | 74   | 98   | 150  | 322 |
| 2.   | Lasse Norman Hansen | -    | 150  | 135  | 285 |
| 3.   | Viktor Manakov      | 150  | -    | 82   | 232 |
| 4.   | Park Sang-hoon      | 90   | 113  | 18   | 221 |
| 5.   | Tim Veldt           | 113  | 42   | 45   | 200 |
| 6.   | Artyom Zakharov     | 24   | 54   | 120  | 198 |
| 7.   | Ignacio Prado       | 98   | 30   | 49   | 177 |
| 8.   | Aaron Gate          | 82   | -    | 74   | 156 |
| 9.   | Gaël Suter          | -    | 60   | 90   | 150 |
| 10.  | Kenny De Ketele     | 42   | 105  | -    | 147 |

### Épreuves C1
Ces épreuves sont disputées dans le cadre des manches de la Coupe du monde, mais aucun point n'est attribué.
Poursuite individuelle
| Lieu | Vainqueur         | Deuxième       | Troisième       |
| ---- | ----------------- | -------------- | --------------- |
| Cali | Domenic Weinstein | Andrew Tennant | Dmitriy Sokolov |

Course aux points
| Lieu      | Vainqueur       | Deuxième     | Troisième    |
| --------- | --------------- | ------------ | ------------ |
| Cali      | Cheung King Lok | Eloy Teruel  | Edwin Ávila  |
| Hong Kong | Benjamin Thomas | Julio Amores | Luke Mudgway |

Scratch
| Lieu      | Vainqueur       | Deuxième        | Troisième     |
| --------- | --------------- | --------------- | ------------- |
| Cambridge | Mark Stewart    | Brayan Sánchez  | Roman Gladysh |
| Hong Kong | Benjamin Thomas | Xavier Cañellas | Jordan Parra  |

Américaine
| Lieu      | Vainqueur                             | Deuxième                             | Troisième                                   |
| --------- | ------------------------------------- | ------------------------------------ | ------------------------------------------- |
| Cali      | Allemagne Kersten Thiele Leon Rohde   | Espagne Sebastián Mora Albert Torres | Suisse Stefan Küng Théry Schir              |
| Cambridge | France Morgan Kneisky Benjamin Thomas | Suisse Silvan Dillier Théry Schir    | Grande-Bretagne Germain Burton Mark Stewart |

## Femmes

### Keirin

#### Résultats
| Lieu      | Vainqueur          | Deuxième         | Troisième          |
| --------- | ------------------ | ---------------- | ------------------ |
| Cali      | Kristina Vogel     | Guo Shuang       | Ekaterina Gnidenko |
| Cambridge | Guo Shuang         | Anna Meares      | Monique Sullivan   |
| Hong Kong | Simona Krupeckaitė | Stephanie Morton | Lee Wai-sze        |

#### Classement
| Pos. | Coureuse           | Cali | Camb | Hong | Pts |
| 1.   | Guo Shuang         | 135  | 150  | 82   | 367 |
| 2.   | Lee Wai-sze        | 105  | 105  | 120  | 330 |
| 3.   | Simona Krupeckaitė | 82   | 49   | 150  | 281 |
| 4.   | Lyubov Shulika     | 54   | 113  | 105  | 272 |
| 5.   | Lee Hyejin         | 36   | 98   | 113  | 247 |
| 6.   | Kristina Vogel     | 150  | 90   | -    | 240 |
| 7.   | Stephanie Morton   | 90   | -    | 135  | 225 |
| 8.   | Ekaterina Gnidenko | 120  | -    | 98   | 218 |
| 9.   | Monique Sullivan   | 15   | 120  | 49   | 184 |
| 10.  | Zhong Tianshi      | 98   | 82   | -    | 180 |

### Vitesse

#### Résultats
| Lieu      | Vainqueur      | Deuxième         | Troisième          |
| --------- | -------------- | ---------------- | ------------------ |
| Cali      | Guo Shuang     | Zhong Tianshi    | Lee Wai-sze        |
| Cambridge | Kristina Vogel | Stephanie Morton | Simona Krupeckaitė |
| Hong Kong | Junhong Lin    | Lee Wai-sze      | Anastasiia Voinova |

#### Classement
| Pos. | Coureuse           | Cali | Camb | Hong | Pts |
| 1.   | Guo Shuang         | 135  | 113  | 105  | 368 |
| 2.   | Stephanie Morton   | 82   | 135  | 113  | 330 |
| 3.   | Lee Wai-sze        | 120  | 66   | 135  | 321 |
| 4.   | Kristina Vogel     | 113  | 150  | -    | 263 |
| 5.   | Simona Krupeckaitė | 60   | 120  | 82   | 262 |
| 6.   | Zhong Tianshi      | 150  | 90   | -    | 240 |
| 7.   | Katy Marchant      | 42   | 98   | 98   | 238 |
| 8.   | Anastasiia Voinova | 105  | -    | 120  | 225 |
| 9.   | Junhong Lin        | 66   | -    | 150  | 216 |
| 10.  | Kaarle McCulloch   | -    | 105  | 90   | 195 |

### Vitesse par équipes

#### Résultats
| Lieu      | Vainqueur                                 | Deuxième                                         | Troisième                                 |
| --------- | ----------------------------------------- | ------------------------------------------------ | ----------------------------------------- |
| Cali      | Chine Gong Jinjie Tianshi Zhong           | Team Jayco-AIS Anna Meares Stephanie Morton      | RusVelo Daria Shmeleva Anastasiia Voinova |
| Cambridge | Chine Gong Jinjie Tianshi Zhong           | Team Jayco-AIS Kaarle McCulloch Stephanie Morton | Pays-Bas Laurine van Riessen Elis Ligtlee |
| Hong Kong | RusVelo Daria Shmeleva Anastasiia Voinova | Grande-Bretagne Jessica Varnish Katy Marchant    | Espagne Tania Calvo Helena Casas          |

#### Classement
| Pos. | Équipe           | Cali | Camb | Hong | Pts |
| 1.   | Chine            | 150  | 150  | 90   | 390 |
| 2.   | Espagne          | 90   | 98   | 120  | 308 |
| 3.   | Canada           | 82   | 105  | 113  | 300 |
| 4.   | Allemagne        | 113  | 113  | 66   | 292 |
| 5.   | Pays-Bas         | 105  | 120  | 54   | 279 |
| 6.   | RusVelo          | 120  | -    | 150  | 270 |
| 7.   | Team Jayco-AIS   | 135  | 135  | -    | 270 |
| 8.   | Grande-Bretagne  | 74   | 60   | 135  | 269 |
| 9.   | France           | 66   | 90   | 98   | 254 |
| 10.  | Nouvelle-Zélande | 60   | 82   | 105  | 247 |

### Poursuite par équipes

#### Résultats
| Lieu      | Vainqueur                                                              | Deuxième                                                                    | Troisième                                                                     |
| --------- | ---------------------------------------------------------------------- | --------------------------------------------------------------------------- | ----------------------------------------------------------------------------- |
| Cali      | Canada Jasmin Glaesser Allison Beveridge Kirsti Lay Stephanie Roorda   | États-Unis Sarah Hammer Kelly Catlin Jennifer Valente Ruth Winder           | Grande-Bretagne Katie Archibald Elinor Barker Joanna Rowsell Ciara Horne      |
| Cambridge | Australie Ashlee Ankudinoff Georgia Baker Amy Cure Isabella King       | Canada Allison Beveridge Laura Brown Jasmin Glaesser Kirsti Lay             | Nouvelle-Zélande Rushlee Buchanan Lauren Ellis Jaime Nielsen Georgia Williams |
| Hong Kong | Canada Jasmin Glaesser Laura Brown Stephanie Roorda Georgia Simmerling | Grande-Bretagne Emily Nelson Elinor Barker Ciara Horne Joanna Rowsell-Shand | États-Unis Kelly Catlin Chloe Dygert Jennifer Valente Ruth Winder             |

#### Classement
| Pos. | Équipe           | Cali | Camb | Hong | Pts |
| 1.   | Canada           | 300  | 270  | 300  | 870 |
| 2.   | États-Unis       | 270  | 226  | 240  | 736 |
| 3.   | Grande-Bretagne  | 240  | 164  | 270  | 674 |
| 4.   | Chine            | 226  | 196  | 226  | 648 |
| 5.   | Australie        | 196  | 300  | 98   | 594 |
| 6.   | Italie           | 180  | 180  | 180  | 540 |
| 7.   | Nouvelle-Zélande | 78   | 240  | 210  | 528 |
| 8.   | Allemagne        | 164  | 148  | 196  | 508 |
| 9.   | Pologne          | 210  | 132  | 164  | 506 |
| 10.  | Biélorussie      | 84   | 210  | 148  | 442 |

### Omnium

#### Résultats
| Lieu      | Vainqueur         | Deuxième          | Troisième      |
| --------- | ----------------- | ----------------- | -------------- |
| Cali      | Laura Trott       | Laurie Berthon    | Sarah Hammer   |
| Cambridge | Allison Beveridge | Annette Edmondson | Jolien D'Hoore |
| Hong Kong | Laura Trott       | Sarah Hammer      | Laurie Berthon |

#### Classement
| Pos. | Coureuse               | Cali | Camb | Hong | Pts |
| 1.   | Kirsten Wild           | 113  | 113  | 82   | 308 |
| 2.   | Laura Trott            | 150  | -    | 150  | 300 |
| 3.   | Tatsiana Sharakova     | 105  | 90   | 105  | 300 |
| 4.   | Sarah Hammer           | 120  | -    | 135  | 255 |
| 5.   | Laurie Berthon         | 135  | -    | 120  | 255 |
| 6.   | Allison Beveridge      | -    | 150  | 74   | 224 |
| 7.   | Małgorzata Wojtyra     | -    | 98   | 113  | 211 |
| 8.   | Leire Olaberria        | 98   | 60   | 49   | 207 |
| 9.   | Hsiao Mei Yu           | 74   | 66   | 66   | 206 |
| 10.  | Angie Sabrina Gonzalez | 27   | 82   | 90   | 199 |

### Épreuves C1
Ces épreuves sont disputées dans le cadre des manches de la Coupe du monde, mais aucun point n'est attribué.
Course aux points
| Lieu      | Vainqueur      | Deuxième        | Troisième    |
| --------- | -------------- | --------------- | ------------ |
| Hong Kong | Jolien D'Hoore | Jasmin Glaesser | Emily Nelson |

Scratch
| Lieu      | Vainqueur          | Deuxième      | Troisième        |
| --------- | ------------------ | ------------- | ---------------- |
| Cali      | Arlenis Sierra     | Lotte Kopecky | Jennifer Valente |
| Hong Kong | Marina Shmayankova | Laura Trott   | Yang Qianyu      |